# Technomyrmex mayri
Technomyrmex mayri es una especie de hormiga del género Technomyrmex, subfamilia Dolichoderinae. Fue descrita científicamente por Forel en 1891.
Se distribuye por Madagascar. Se ha encontrado a elevaciones de hasta 1343 metros. Vive en microhábitats como troncos podridos, la hojarasca, vegetación baja y nidos.